# Patterson (Californie)
Pour les articles homonymes, voir Patterson.
Patterson est une municipalité américaine du Comté de Stanislaus, en Californie. Au recensement de 2014, Patterson comptait 21 212 habitants.

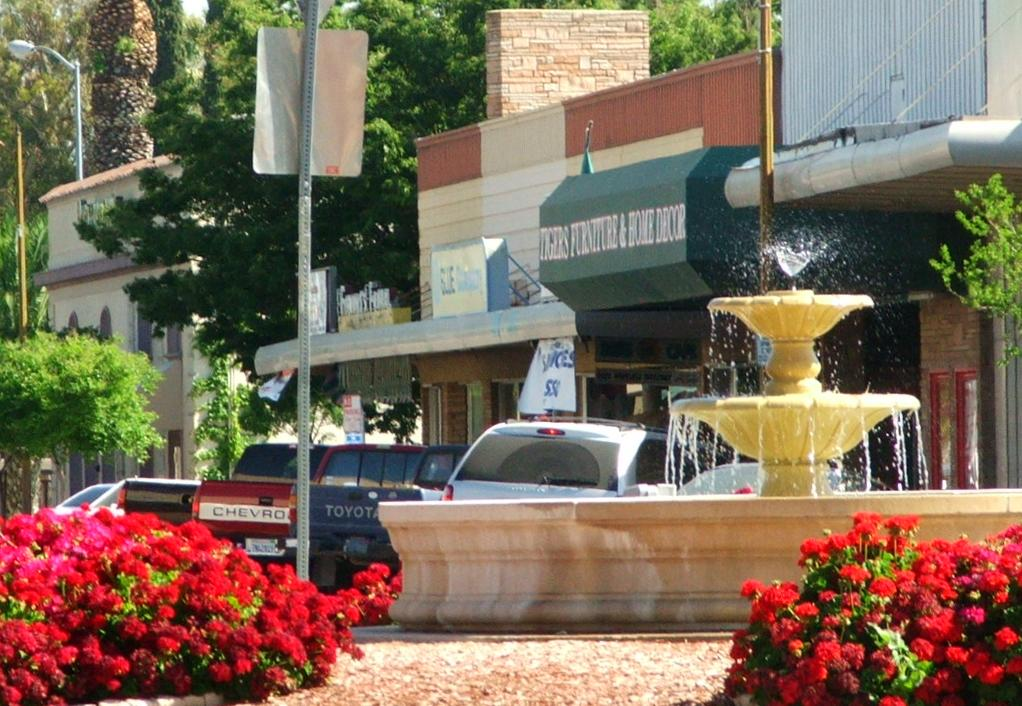
Une fontaine dans l'un des nombreux ronds-points de Patterson

## Démographie
| 1920 | 1930 | 1940  | 1950  | 1960  | 1970  |
| ---- | ---- | ----- | ----- | ----- | ----- |
| 694  | 905  | 1 109 | 1 343 | 2 246 | 3 147 |

| 1980  | 1990  | 2000   | 2010   | - | - |
| ----- | ----- | ------ | ------ | - | - |
| 3 908 | 8 626 | 11 606 | 20 413 | - | - |